# Hasards ou Coïncidences
Hasards ou Coïncidences is een Franse dramafilm uit 1998 onder regie van Claude Lelouch.

## Verhaal
Miriam Lini leert op reis de kunsthandelaar Pierre Turi kennen. Er ontstaat een liefdesrelatie, die abrupt ten einde komt, als Pierre en de zoon van Miriam sterven bij een ongeluk met een zeilboot. Om haar rouw te verwerken gaat Miriam alleen door met de wereldreis, die ze samen waren begonnen. Ze registreert de bestemmingen met haar videocamera.

## Rolverdeling
| Acteur              | Personage            |
| ------------------- | -------------------- |
| Alessandra Martines | Miriam Lini          |
| Pierre Arditi       | Pierre Turi          |
| Marc Hollogne       | Marc Deschamps       |
| Laurent Hilaire     | Laurent              |
| Véronique Moreau    | Catherine            |
| Patrick Labbé       | Michel Bonhomme      |
| Geoffrey Holder     | Café-eigenaar        |
| Luigi Bonino        | Mauro                |
| France Castel       | Secretaresse         |
| Arthur Cheysson     | Serge                |
| Sophie Clément      | Moeder van Catherine |
| Gaston Lepage       |                      |
| Charles Gérard      |                      |
| Jacques Lavallée    |                      |
| Vincenzo Martines   |                      |